# Wymarłe zwierzęta holocenu
Wymarłe zwierzęta holocenu – gatunki i podgatunki zwierząt wymarłych lub prawdopodobnie wymarłych w holocenie, a w szczególności w epoce określanej jako antropocen, z podaniem obszaru występowania oraz przybliżonej daty wymarcia. W wykazie ujęto gatunki i podgatunki zwierząt ujęte w Czerwonej Księdze IUCN w kategorii EX (extinct – wymarłe) oraz te, które zostały uznane za prawdopodobnie wymarłe na podstawie innych publikacji. Najlepiej rozpoznane zostały gromady ssaków i ptaków. W danych IUCN zgromadzono nazwy 735 zwierząt uznanych za wymarłe po roku 1500 n.e.

## Ssaki

### Ssaki z Czerwonej Księgi IUCN
Czerwona Księga IUCN w kategorii EX wykazuje 76 gatunków i 30 podgatunków ssaków.

Sortowanie alfabetyczne przyciskami w nagłówkach kolumn
| Nazwa systematyczna                    | Nazwa zwyczajowa                                         | Rodzina              | Występowanie                                            | Przybliżona data lub okres wymarcia                        |
| -------------------------------------- | -------------------------------------------------------- | -------------------- | ------------------------------------------------------- | ---------------------------------------------------------- |
| Acerodon lucifer                       | acerodon dzienny                                         | rudawkowate          | Filipiny                                                | 1892                                                       |
| Alcelaphus buselaphus buselaphus       | podgatunek nominatywny bawolca krowiego                  | wołowate             | Afryka Północna                                         | 1923                                                       |
| Bettongia gaimardi gaimardi            | podgatunek nominatywny kanguroszczurnika tasmańskiego    | kanguroszczurowate   | Australia                                               | 1910                                                       |
| Bettongia lesueur graii                | podgatunek kanguroszczurnika ryjącego                    | kanguroszczurowate   | Australia                                               | 1960                                                       |
| Bettongia penicillata penicillata      | podgatunek nominatywny kanguroszczurnika pędzloogonowego | kanguroszczurowate   | Australia                                               | 1923                                                       |
| Bettongia pusilla                      | kanguroszczurnik mały                                    | kanguroszczurowate   | Australia                                               | po 1500 r.                                                 |
| Boromys offella                        | grotoszczur karaibski                                    | kolczakowate         | Kuba                                                    |                                                            |
| Boromys torrei                         | grotoszczur leśny                                        | kolczakowate         | Kuba                                                    |                                                            |
| Bos primigenius                        | tur                                                      | wołowate             | Azja, Europa, Afryka                                    | 1627                                                       |
| Brotomys voratus                       | hispaniolek jadalny                                      | kolczakowate         | Dominikana, Haiti                                       |                                                            |
| Caloprymnus campestris                 | kanguroszczurek pustynny                                 | kanguroszczurowate   | Australia                                               | 1935                                                       |
| Capra pyrenaica pyrenaica              | podgatunek nominatywny koziorożca pirenejskiego          | wołowate             | Pireneje, Hiszpania                                     | 2000                                                       |
| Cervus schomburgki                     | barasinga tajska                                         | jeleniowate          | Tajlandia                                               | 1932 na wolności, 1938 w niewoli                           |
| Chaeropus ecaudatus                    | bandik świnionogi                                        | bandikowate          | Australia                                               | 1907, doniesienia z 1920 nie zostały potwierdzone          |
| Conepatus leuconotus telmalestes       | podgatunek skunksowca białogrzbietego                    | skunksowate          | Stany Zjednoczone                                       |                                                            |
| Conilurus albipes                      | królikoszczur białonogi                                  | myszowate            | Australia                                               | przed 1900                                                 |
| Coryphomys buehleri                    | timoroszczur jaskiniowy                                  | myszowate            | Indonezja                                               |                                                            |
| Cryptonanus ignitus                    | skrytek ognistobrzuchy                                   | dydelfowate          | Argentyna                                               | 1962                                                       |
| Cryptoprocta spelea                    | fossa wielka                                             | falanrukowate        | Madagaskar                                              |                                                            |
| Cuscomys oblativa                      | kuskoszczur inkaski                                      | szynszyloszczurowate | Peru                                                    |                                                            |
| Desmodus draculae                      | wampir olbrzymi                                          | liścionosowate       | Wenezuela, Brazylia                                     |                                                            |
| Dicerorhinus sumatrensis lasiotis      | podgatunek nosorożca sumatrzańskiego                     | nosorożcowate        | Bangladesz, Mjanma, Indie                               | druga połowa XX w., możliwe, że przetrwał w Mjanmie        |
| Dusicyon australis                     | wilczak falklandzki                                      | psowate              | Falklandy                                               | 1876                                                       |
| Equus ferus ferus                      | tarpan                                                   | koniowate            | Europa                                                  | 1879                                                       |
| Equus hemionus hemippus                | kułan syryjski                                           | koniowate            | Bliski Wschód                                           | 1927                                                       |
| Equus quagga quagga                    | zebra kwagga                                             | koniowate            | Afryka Południowa                                       | ok. 1870 na wolności, 12 sierpnia 1883 roku w niewoli      |
| Gazella bilkis                         | gazela jemeńska                                          | wołowate             | Jemen                                                   | 1985                                                       |
| Geocapromys columbianus                | nocohutia kolumbijska                                    | hutiowate            | Kuba                                                    |                                                            |
| Geocapromys thoracatus                 | nocohutia wyspowa                                        | hutiowate            | Honduras                                                |                                                            |
| Geomys pinetis goffi                   | podgatunek goffera południowowschodniego                 | gofferowate          | Stany Zjednoczone                                       | 1955                                                       |
| Hexolobodon phenax                     | pseudohutia podstępna                                    | hutiowate            | Dominikana, Haiti                                       |                                                            |
| Hippopotamus lemerlei                  | hipopotam malgaski                                       | hipopotamowate       | Madagaskar                                              |                                                            |
| Hippopotamus madagascariensis          | hipopotam magadaskarski                                  | hipopotamowate       | Madagaskar                                              |                                                            |
| Hippotragus leucophaeus                | antylopowiec modry                                       | wołowate             | Afryka Południowa                                       | 1800                                                       |
| Hydrodamalis gigas                     | syrena morska                                            | diugoniowate         | arktyczne wody wokół Wyspy Beringa                      | 1768                                                       |
| Isolobodon montanus                    | eremohutia górska                                        | hutiowate            | Dominikana, Haiti                                       |                                                            |
| Lagorchestes asomatus                  | filander szczątkowy                                      | kangurowate          | Australia                                               | 1932                                                       |
| Lagorchestes hirsutus hirsutus         | podgatunek nominatywny filandra kosmatego                | kangurowate          | Australia                                               |                                                            |
| Lagorchestes leporides                 | filander zajęczy                                         | kangurowate          | Australia                                               | 1890                                                       |
| Lagostrophus fasciatus albipilis       | podgatunek filanderka pręgowanego                        | kangurowate          | Australia                                               |                                                            |
| Leporillus apicalis                    | zającoszczur mniejszy                                    | myszowate            | Australia                                               | 1933                                                       |
| Macropus greyi                         | kangur rączy                                             | kangurowate          | Australia                                               | 1924 na wolności, 1937 w niewoli                           |
| Macrotis leucura                       | wielkouch mniejszy                                       | wielkouchowate       | Australia                                               | 1931 (1950 ?)                                              |
| Megalomys desmarestii                  | wielkoryżak martynikański                                | myszowate            | Martynika                                               | początek XX w.                                             |
| Megalomys luciae                       | wielkoryżak karaibski                                    | myszowate            | Saint Lucia                                             |                                                            |
| Monachus tropicalis                    | mniszka karaibska                                        | fokowate             | Morze Karaibskie                                        | 1973                                                       |
| Neovison macrodon                      | wizon morski                                             | łasicowate           | Stany Zjednoczone                                       | prawdopodobnie 1860                                        |
| Nesophontes hypomicrus                 | ryjek hispaniolski                                       | ryjkowate            | Dominikana, Haiti                                       |                                                            |
| Nesophontes micrus                     | ryjek antylski                                           | ryjkowate            | Haiti, Kuba                                             |                                                            |
| Nesophontes paramicrus                 | ryjek drobny                                             | ryjkowate            | Haiti                                                   |                                                            |
| Nesophontes zamicrus                   | ryjek haitański                                          | ryjkowate            | Haiti                                                   |                                                            |
| Nesoryzomys darwini                    | galapagosek Darwina                                      | chomikowate          | Ekwador                                                 | 1930                                                       |
| Nesoryzomys indefessus                 | galapagosek reliktowy                                    | chomikowate          | Ekwador                                                 |                                                            |
| Notomys amplus                         | skakuszka krótkoogonowa                                  | myszowate            | Australia]                                              | 1896                                                       |
| Notomys longicaudatus                  | skakuszka długoogonowa                                   | myszowate            | Australia                                               | 1901                                                       |
| Notomys macrotis                       | skakuszka wielkoucha                                     | myszowate            | Australia                                               | 1843                                                       |
| Notomys mordax                         | skakuszka kąsająca                                       | myszowate            | Australia                                               | prawdopodobnie przed 1846                                  |
| Onychogalea lunata                     | pazurogon księżycowy                                     | kangurowate          | Australia                                               | lata 60. XX w.                                             |
| Aegialomys galapagoensis galapagoensis | podgatunek nominatywny pacyficzka galapagoskiego         | myszowate            | Ekwador                                                 | 1835                                                       |
| Oryzomys nelsoni                       | ryżniak wyspowy                                          | myszowate            | Meksyk                                                  |                                                            |
| Ourebia ourebi kenyae                  | oribi kenijski                                           | wołowate             | Kenia                                                   |                                                            |
| Panthera leo leo                       | lew berberyjski                                          | kotowate             | Afryka Północna                                         | 1942                                                       |
| Panthera leo melanochaitus             | lew przylądkowy                                          | kotowate             | Południowa Afryka                                       | 1858 lub w 1865                                            |
| Panthera tigris balica                 | tygrys balijski                                          | kotowate             | Bali, Indonezja                                         | notowany w 1937, prawdopodobnie wyginął w latach 1940–1950 |
| Panthera tigris sondaica               | tygrys jawajski                                          | kotowate             | Jawa                                                    | 1976                                                       |
| Panthera tigris virgata                | tygrys kaspijski                                         | kotowate             | Azja południowo-zachodnia                               | 1970                                                       |
| Perameles bougainville fasciata        | podgatunek jamraja zachodniego                           | jamrajowate          | Australia                                               | 1930                                                       |
| Perameles eremiana                     | jamraj pustynny                                          | jamrajowate          | Australia                                               | 1943                                                       |
| Peromyscus pembertoni                  | myszak jasnostopy                                        | myszowate            | Meksyk                                                  |                                                            |
| Peromyscus polionotus decoloratus      | podgatunek myszaka plażowego                             | myszowate            | Stany Zjednoczone                                       | 1946                                                       |
| Phacochoerus aethiopicus aethiopicus   | guziec przylądkowy                                       | świniowate           | południowa Afryka                                       | 1871                                                       |
| Phyllonycteris major                   | liściolot portorykański                                  | liścionosowate       | Portoryko                                               | przed 1500 n.e.                                            |
| Plagiodontia ipnaeum                   | domingohutia nizinna                                     | hutiowate            | Dominikana, Haiti                                       |                                                            |
| Potorous platyops                      | kanguroszczur szerokolicy                                | kanguroszczurowate   | Australia                                               | 1875                                                       |
| Prolagus sardus                        | sarduszka bezogonowa                                     | sarduszkowate        | Sardynia, Włochy                                        | 1800                                                       |
| Pteropus brunneus                      | rudawka ciemna                                           | rudawkowate          | Australia                                               |                                                            |
| Pteropus pilosus                       | rudawka owłosiona                                        | rudawkowate          | Palau                                                   | prawdopodobnie przed 1874                                  |
| Pteropus subniger                      | rudawka maskareńska                                      | rudawkowate          | Mauritius, Reunion                                      | ok. 1860–1870                                              |
| Pteropus tokudae                       | rudawka guamska                                          | rudawkowate          | Guam                                                    | 1968                                                       |
| Quemisia gravis                        | wielkohutia krętozębna                                   | gigahutiowate        | Dominikana, Haiti                                       |                                                            |
| Rattus macleari                        | szczur płaczliwy                                         | myszowate            | Wyspa Bożego Narodzenia                                 |                                                            |
| Rattus nativitatis                     | szczur ospały                                            | myszowate            | Wyspa Bożego Narodzenia                                 |                                                            |
| Ratufa indica dealbata                 | podgatunek wiewióry dekańskiej                           | wiewiórkowate        | Indie                                                   | po 1940                                                    |
| Rhizoplagiodontia lemkei               | haitohutia górska                                        | hutiowate            | Haiti                                                   |                                                            |
| Sigmodon arizonae arizonae             | podgatunek nominatywny bawełniaka arizońskiego           | myszowate            | Stany Zjednoczone                                       | 1932                                                       |
| Sigmodon fulviventer goldmani          | podgatunek bawełniaka płowobrzuchego                     | myszowate            | Stany Zjednoczone                                       |                                                            |
| Solenodon marcanoi                     | almik hispaniolski                                       | almikowate           | Dominikana                                              |                                                            |
| Spelaeomys florensis                   | jaskinioszczur olbrzymi                                  | myszowate            | Indonezja                                               | przed 1500 n.e.                                            |
| Sphiggurus pallidus                    |                                                          | ursonowate           | prawdopodobnie Indie                                    |                                                            |
| Sus cebifrons cebifrons                | świnia cebuańska                                         | świniowate           | Filipiny                                                |                                                            |
| Synaptomys cooperi paludis             |                                                          | chomikowate          | Stany Zjednoczone                                       | 1946                                                       |
| Synaptomys cooperi relictus            |                                                          | chomikowate          | Stany Zjednoczone                                       | 1968                                                       |
| Thomomys mazama tacomensis             |                                                          | gofferowate          | Stany Zjednoczone                                       | przed 1960                                                 |
| Thylacinus cynocephalus                | wilkowór tasmański                                       | wilkoworowate        | Tasmania                                                | 1936                                                       |
| Uromys imperator                       |                                                          | myszowate            | Wyspy Salomona                                          | od 1960 nie zanotowano wystąpień                           |
| Uromys porculus                        |                                                          | myszowate            | Wyspy Salomona                                          | 1990                                                       |
| Ursus arctos nelsoni                   | niedźwiedź meksykański                                   | niedźwiedziowate     | Ameryka Północna                                        |                                                            |
| Zalophus japonicus                     | uszanka japońska                                         | uchatkowate          | Korea – pojedyncze osobniki widywano do około 1974–1975 | 1954                                                       |

### Pozostałe ssaki
Ssaki nieujęte w danych IUCN lub ujęte w innej kategorii:
| Nazwa systematyczna           | Nazwa zwyczajowa                    | Rodzina             | Występowanie                                                         | Przybliżona data lub okres wymarcia                                                                    |
| ----------------------------- | ----------------------------------- | ------------------- | -------------------------------------------------------------------- | --- |
| †Alces alces caucasicus       | łoś kaukaski                        | jeleniowate         | Kaukaz                                                               | 1810                                                                                                   |
| †Bison bonasus caucasicus     | żubr kaukaski                       | krętorogie          | północno-zachodni Kaukaz                                             | 1927                                                                                                   |
| †Bison bonasus hungarorum     | żubr węgierski                      | krętorogie          | południowe Karpaty                                                   | 1790                                                                                                   |
| †Canariomys tamarani          |                                     | myszowate           |                                                                      | |
| †Canis lupus deitanus         | wilk hiszpański                     | psowate             |                                                                      | |
| †Canis lupus hattai           | wilk samurajski                     | psowate             | Hokkaido                                                             | 1889                                                                                                   |
| †Canis lupus hodophilax       | karłowaty wilk japoński             | psowate             | Japonia                                                              | 1905                                                                                                   |
| †Canis rufus floridianus      | podgatunek wilka rudego             | psowate             |                                                                      | |
| †Capra pyrenaica lusitanica   | podgatunek koziorożca pirenejskiego | krętorogie          | Portugalia                                                           | 1892                                                                                                   |
| †Cervus canadensis canadensis | wapiti kanadyjski                   | jeleniowate         | Ameryka Północna                                                     | 1896                                                                                                   |
| †Cervus elaphus merriami      | podgatunek jelenia szlachetnego     | jeleniowate         |                                                                      | |
| †Crateromys paulus            |                                     | myszowate           |                                                                      | obecnie w kategorii CR, prawdopodobnie wymarły                                                         |
| †Diceros bicornis longipes    | podgatunek nosorożca czarnego       | nosorożcowate       | zachodni Sudan, Czad, Republika Środkowej Afryki i wschodnia Nigeria | obecnie w kategorii CR, prawdopodobnie wymarły po 2000                                                 |
| †Lipotes vexillifer           | baji chiński                        | delfiny słodkowodne | Chiny                                                                | prawdopodobnie wymarły w 2004                                                                          |
| †Megaloceros giganteus        | jeleń olbrzymi                      | jeleniowate         | kraina palearktyczna                                                 | ok. 5700 p.n.e.                                                                                        |
| †Myotragus balearicus         |                                     | krętorogie          | Majorka, Minorka, Hiszpania                                          | ok. 3000 p.n.e.                                                                                        |
| †Panthera onca arizonensis    | podgatunek jaguara                  | kotowate            |                                                                      | |
| †Procolobus badius waldronae  | podgatunek gerezanki rudej          | makakowate          |                                                                      | obecnie w kategorii CR, prawdopodobnie wymarły, w 2004 niepotwierdzone doniesienie o ponownym odkryciu |
| †Rhinoceros sondaicus inermis | podgatunek nosorożca jawajskiego    | nosorożcowate       | Sundarban, Indie, Bangladesz                                         | przed 1925                                                                                             |
| †Ursus arctos crowtheri       |                                     | niedźwiedziowate    | Afryka Północna                                                      | 1870                                                                                                   |
| †Xenothrix mcgregori          |                                     | Pitheciidae         |                                                                      | |

## Ptaki
IUCN w kategorii EX (ang. Extinct) wykazuje 164 gatunków ptaków w 2025 roku.
| Nazwa systematyczna             | Nazwa zwyczajowa           | Rodzina          | Występowanie                                            | Ostatnie stwierdzenie  |
| ------------------------------- | -------------------------- | ---------------- | ------------------------------------------------------- | ---------------------- |
| †Dromaius minor                 | emu czarne                 | emu              | wyspa King Australia                                    | 1803–1836              |
| †Dromaius baudinianus           | emu małe                   | emu              | Wyspa Kangura Australia                                 | 1819 (1827?)           |
| †Podilymbus gigas               | perkozek gwatemalski       | perkozy          | Gwatemala                                               | 1986                   |
| †Tachybaptus rufolavatus        | perkozek długodzioby       | perkozy          | Madagaskar (tylko na jeziorze Alaotra)                  | 1985                   |
| †Podiceps andinus               | perkoz kolumbijski         | perkozy          | Kolumbia                                                | 1977                   |
| †Bulweria bifax                 | tajfunnik mały             | burzykowate      | Święta Helena (teryt. zamorskie Wlk. Brytanii)          | po 1502                |
| †Pterodroma rupinarum           | petrel atlantycki          | burzykowate      | Święta Helena (teryt. zamorskie Wlk. Brytanii)          | po 1502                |
| †Phalacrocorax perspicillatus   | kormoran okularowy         | kormorany        | Wyspa Beringa (Rosja)                                   | 1852                   |
| †Ixobrychus novaezelandiae      | bączek nowozelandzki       | czaplowate       | Nowa Zelandia                                           | 1870                   |
| †Nycticorax duboisi             | ślepowron duży             | czaplowate       | Reunion (Maskareny)                                     | 1671–1672              |
| †Nycticorax mauritianus         | ślepowron maurytyjski      | czaplowate       | Mauritius (Maskareny)                                   | 1693                   |
| †Nycticorax megacephalus        | ślepowron wielkogłowy      | czaplowate       | Rodrigues (Maskareny)                                   | 1726                   |
| †Nyctanassa carcinocatactes     | ślepowron wielkodzioby     | czaplowate       | Bermudy                                                 | 1623                   |
| †Threskiornis solitarius        | ibis reunioński            | ibisowate        | Rodrigues (Maskareny)                                   | 1708                   |
| †Alopochen kervazoi             | kazarka reuniońska         | kaczkowate       | Reunion (Maskareny)                                     | 1672                   |
| †Alopochen mauritiana           | gęsiówka maurytyjska       | kaczkowate       | Mauritius (Maskareny)                                   | 1693                   |
| †Anas marecula                  | rożeniec krótkodzioby      | kaczkowate       | wyspa Amsterdam (teryt. zamorskie Francji)              | 1793                   |
| †Anas theodori                  | cyraneczka maskareńska     | kaczkowate       | Mauritius (Maskareny)                                   | 1696 (1710?)           |
| †Camptorhynchus labradorius     | kaczka labradorska         | kaczkowate       | USA i Kanada                                            | 1875 (1878?)           |
| †Mergus australis               | tracz nowozelandzki        | kaczkowate       | Wyspy Auckland (Nowa Zelandia)                          | 1902                   |
| †Chenonetta finschi             | grzywienka nowozelandzka   | kaczkowate       | Nowa Zelandia                                           | 1442–1953              |
| †Colaptes oceanicus             | dzięcioł bermudzki         | dzięciołowate    | Bermudy                                                 | XVII wiek              |
| †Falco duboisi                  | pustułka reuniońska        | sokołowate       | Reunion                                                 | 1671–1672              |
| †Caracara lutosa                | karakara meksykańska       | sokołowate       | wyspa Gwadelupa (Meksyk)                                | 1900                   |
| †Coturnix novaezelandiae        | przepiórka nowozelandzka   | kurowate         | Nowa Zelandia                                           | 1875                   |
| †Mundia elpenor                 | chruścielowiec atlantycki  | chruściele       | Wyspa Wniebowstąpienia                                  | 1656                   |
| †Atlantisia podarces            | chruścielowiec wielkostopy | chruściele       | Święta Helena                                           | po 1502                |
| †Dryolimnas augusti             | chruścielowiec reunioński  | chruściele       | Reunion                                                 | 1671–1672              |
| †Aphanapteryx bonasia           | chruścielowiec rdzawy      | chruściele       | Mauritius (Maskareny)                                   | 1693                   |
| †Aphanapteryx leguati           | chruścielowiec rodrigueski | chruściele       | Rodrigues (Maskareny)                                   | 1726                   |
| †Atlantisia elpenor             | chruścielowiec atlantycki  | chruściele       | Wyspa Wniebowstąpienia (teryt. zamorskie Wlk. Brytanii) | 1815                   |
| †Atlantisia podarces            | chruścielowiec wielkostopy | chruściele       | Święta Helena (teryt. zamorskie Wlk. Brytanii)          | 1550                   |
| †Diaphorapteryx hawkinsi        | wodnik krzywodzioby        | chruściele       | Wyspy Chatham (Nowa Zelandia)                           | po 1350 (XIX wiek?)    |
| †Fulica newtoni                 | łyska maskareńska          | chruściele       | Reunion i przypuszczalnie Mauritius (Maskareny)         | 1693                   |
| †Gallinula nesiotis             | kokoszka atlantycka        | chruściele       | Tristan da Cunha (teryt. zamorskie Wlk. Brytanii)       | 1873                   |
| †Cabalus modestus               | wodnik brązowy             | chruściele       | Wyspy Chatham (Nowa Zelandia)                           | 1895–1900              |
| †Hypotaenidia dieffenbachii     | wodnik chathamski          | chruściele       | Wyspy Chatham (Nowa Zelandia)                           | 1840                   |
| †Hypotaenidia pacifica          | wodnik pacyficzny          | chruściele       | Tahiti                                                  | 1777 (1844?)           |
| †Hypotaenidia wakensis          | wodnik mikronezyjski       | chruściele       | Wake (teryt. zamorskie USA)                             | 1945                   |
| †Hypotaenidia poeciloptera      | wodnik brązowogrzbiety     | chruściele       | Fidżi                                                   | 1890 (1973?)           |
| †Porphyrio albus                | modrzyk mały               | chruściele       | Lord Howe (Australia)                                   | 1790                   |
| †Porphyrio caerulescens         | modrzyk reunioński         | chruściele       | Reunion (Maskareny)                                     | 1734                   |
| †Fulica newtonii                | łyska maskareńska          | chruściele       | Reunion, Mauritius(?)                                   | po 1693                |
| †Porphyrio mantelli             | takahe północny            | chruściele       | Wyspa Północna (Nowa Zelandia) (Nowa Zelandia)          | 1894                   |
| †Porphyrio kukwiedei            | modrzyk wielki             | chruściele       | Nowa Kaledonia (teryt. zamorskie Francji)               | 1890?                  |
| †Porphyrio paepae               | modrzyk markizyjski        | chruściele       | Markizy                                                 | 1902 (1937?)           |
| †Tribonyx hodgenorum            | kureczka nowozelandzka     | chruściele       | Nowa Zelandia                                           | 1769                   |
| †Porzana astrictocarpa          | kureczka atlantycka        | chruściele       | Święta Helena (teryt. zamorskie Wlk. Brytanii)          | po 1502?               |
| †Porzana monasa                 | kureczka wyspowa           | chruściele       | Wyspy Karolińskie (Mikronezja)                          | 1827–1828              |
| †Zapornia nigra                 | kureczka polinezyjska      | chruściele       | Tahiti                                                  | 1784                   |
| †Zapornia palmeri               | karliczka hawajska         | chruściele       | Hawaje (USA)                                            | 1944 (1945?)           |
| †Zapornia sandwichensis         | kureczka hawajska          | chruściele       | Hawaje                                                  | 1884 (1893?)           |
| †Haematopus meadewaldoi         | ostrygojad kanaryjski      | ostrygojady      | Wyspy Kanaryjskie (Hiszpania)                           | 1913 (1940?)           |
| †Prosobonia leucoptera          | brodźczyk białoskrzydły    | bekasowate       | Tahiti                                                  | 1773                   |
| †Psorobonia cancellata          | brodźczyk polinezyjski     | bekasowate       | Kiritimati                                              | 1850                   |
| †Prosobonia ellisi              | brodźczyk rudobrewy        | bekasowate       | Wyspy Towarzystwa (Polinezja Francuska)                 | 1777                   |
| †Coenocorypha (h.) barrierensis | bekas plamisty             | bekasowate       | Nowa Zelandia                                           | 1870                   |
| †Coenocorypha (h.) iredalei     | bekas rdzawy               | bekasowate       | Nowa Zelandia                                           | 1964                   |
| †Pinguinus impennis             | alka olbrzymia             | alki             | północny Atlantyk                                       | 1852                   |
| †Pezophaps solitaria            | dront samotny              | dronty           | Rodrigues (Maskareny)                                   | 1754                   |
| †Raphus cucullatus              | dront dodo                 | dronty           | Mauritius (Maskareny)                                   | 1662–1693              |
| †Alectroenas nitidissimus       | koralczyk maurytyjski      | gołębiowate      | Mauritius (Maskareny)                                   | 1826                   |
| †Alectroenas rodericana         | koralczyk maskareński      | gołębiowate      | Rodrigues (Maskareny)                                   | 1750                   |
| †Alectroenas payandeei          | koralczyk rodrigueski      | gołębiowate      | Rodrigues                                               | 1601–1691?             |
| †Streptopelia duboisi           | synogarlica reuniońska     | gołębiowate      | Reunion (Maskareny)                                     | 1705                   |
| †Streptopelia cicur             | synogarlica maurytyjska    | gołębiowate      | Mauritius                                               | 1730                   |
| †Streptopelia rodericana        | synogarlica maskareńska    | gołębiowate      | Rodrigues                                               | 1726                   |
| †Columba jouyi                  | gołąb srebrnokryzy         | gołębiowate      | Okinawa, Wyspy Kerama i Wyspy Daitō (Riukiu, Japonia)   | 1936                   |
| †Columba thiriouxi              | gołąb maurytyjski          | gołębiowate      | Mauritius                                               | 1730                   |
| †Columba versicolor             | gołąb boniński             | gołębiowate      | Ogasawara (Japonia)                                     | 1889                   |
| †Ectopistes migratorius         | gołąb wędrowny             | gołębiowate      | USA i Kanada                                            | 1914                   |
| †Pampusana ferrugineus          | atolowczyk rdzawopierśny   | gołębiowate      | Vanuatu                                                 | 1774                   |
| †Pampusana salamonis            | atolowczyk grubodzioby     | gołębiowate      | Wyspy Salomona                                          | 1927                   |
| †Microgoura meeki               | korończyk                  | gołębiowate      | Wyspy Salomona                                          | 1904                   |
| †Microgoura meeki               | nikobarczyk plamisty       | gołębiowate      | Polinezja Francuska                                     | lata 20. XIX wieku     |
| †Ptilinopus mercierii           | owocożer czerwonowąsy      | gołębiowate      | Markizy (Polinezja Francuska)                           | 1922                   |
| †Amazona martinicana            |                            | papugowate       | Martynika (teryt. zamorskie Francji)                    | 1742                   |
| †Amazona violacea               | amazonka fioletowa         | papugowate       | Gwadelupa (teryt. zamorskie Francji)                    | 1742                   |
| †Ara tricolor                   | ara trójbarwna             | papugowate       | Kuba                                                    | 1864 (1876?)           |
| †Psittacara labati              | szmaragdolotka białodzioba | papugowate       | Gwadelupa (teryt. zamorskie Francji)                    | 1750                   |
| †Conuropsis carolinensis        | papuga karolińska          | papugowate       | USA                                                     | 1918                   |
| † Eclectus infectus             | barwnica pacyficzna        | papugi wschodnie | Tonga                                                   | prawdopodobnie po 1793 |
| †Cyanoramphus ulietanus         | modrolotka brązowogłowa    | papugowate       | Raiatea (Polinezja Francuska)                           | 1773–1774              |
| †Cyanoramphus zealandicus       | modrolotka czarnoczelna    | papugowate       | Wyspy Towarzystwa (Polinezja Francuska)                 | 1844                   |
| †Lophopsittacus mauritianus     | papuga maurytyjska         | papugowate       | Mauritius (Maskareny)                                   | 1673–1675              |
| †Mascarinus mascarin            | papuzica maskareńska       | papugowate       | Reunion (Maskareny)                                     | 1784                   |
| †Necropsittacus rodricanus      | papuga rodrigueska         | papugowate       | Rodrigues (Maskareny)                                   | 1761                   |
| †Nestor productus               | nestor skalny              | papugowate       | wyspa Norfolk (Australia)                               | 1851                   |
| †Psephotellus pulcherrimus      | świergotka rajska          | papugowate       | Australia                                               | 1927                   |
| †Psittacula bensoni             | aleksandretta szara        | papugowate       | Mauritius (Maskareny)                                   | 1759                   |
| †Psittacula exsul               | aleksandretta maskareńska  | papugowate       | Rodrigues (Maskareny)                                   | 1875                   |
| †Psittacula wardi               | aleksandretta seszelska    | papugowate       | Seszele                                                 | 1881–1906              |
| †Coua delalandei                | kuja białogardła           | kukułkowate      | Madagaskar                                              | 1834                   |
| †Nannococcyx psix               | kukułka karłowata          | kukułkowate      | Święta Helena (teryt. zamorskie Wlk. Brytanii)          | 1500–1800              |
| †Bermuteo avivorus              | myszołów bermudzki         | jastrzębiowate   | Bermudy                                                 | 1603?                  |
| †Ninox albifacies               | sowica białolica           | puszczykowate    | Nowa Zelandia                                           | 1914 (1930?)           |
| †Mascarenotus grucheti          | uszatnik mały              | puszczykowate    | Reunion (Maskareny)                                     | VIII wiek              |
| †Mascarenotus murivorus         | uszatnik średni            | puszczykowate    | Rodrigues (Maskareny)                                   | 1726                   |
| †Mascarenotus sauzieri          | uszatnik duży              | puszczykowate    | Mauritius (Maskareny)                                   | 1800–1850              |
| †Aegolius gradyi                | włochatka bermudzka        | puszczykowate    | Bermuda                                                 | XVII wiek              |
| †Chlorostilbon bracei           | pląśnik bahamski           | kolibry          | Bahamy                                                  | 1877                   |
| †Chlorostilbon elegans          | pląśnik karaibski          | kolibry          | Bahamy                                                  | 1860                   |
| †Upupa antaios                  | dudek wielki               | dudki            | Święta Helena (teryt. zamorskie Wlk. Brytanii)          | po 1502?               |
| †Pyrocephalus (r.) dubius       | żarek mały                 | tyrankowate      | Galapagos                                               | lata 80. XX wieku      |
| †Xenicus longipes               | łazik zaroślowy            | bargliki         | Nowa Zelandia                                           | 1972                   |
| †Xenicus lyalli                 | łazik południowy           | bargliki         | Nowa Zelandia                                           | 1894                   |
| †Myadestes myadestinus          | klarnetnik krótkodzioby    | drozdowate       | Hawaje                                                  | 1989                   |
| †Myadestes (l.) woahensis       | klarnetnik brązowy         | drozdowate       | Hawaje                                                  | 1825                   |
| †Turdus ravidus                 | drozd reliktowy            | drozdowate       | Kajmany (teryt. zamorskie Wlk. Brytanii)                | 1938                   |
| †Zoothera terrestris            | drozdoń boniński           | drozdowate       | Ogasawara (Japonia)                                     | 1828                   |
| †Poodytes (p.) rufescens        | kępaczek białogardły       | świerszczaki     | Wyspy Chatham (Nowa Zelandia)                           | 1892                   |
| †Nesillas aldabrana             | chaszczak aldabrański      | trzciniaki       | Seszele                                                 | 1983                   |
| †Acrocephalus astrolabii        | trzciniak polinezyjski     | trzciniaki       | Mikronezja                                              | 1826–1829              |
| †Acrocephalus luscinius         | trzciniak słowiczy         | trzciniaki       | Guam                                                    | 1969                   |
| †Acrocephalus musae             | trzciniak kremowy          | trzciniaki       | Wyspy Towarzystwa                                       | 1870–1887              |
| †Acrocephalus nijoi             | trzciniak brunatny         | trzciniaki       | Mariany Północne                                        | 1995                   |
| †Acrocephalus yamashinae        | trzciniak mariański        | trzciniaki       | Mariany Północne                                        | lata 70. XX wieku      |
| †Gerygone insularis             | krzakówka wyspowa          | buszówkowate     | Lord Howe (Australia)                                   | 1918                   |
| †Myiagra freycineti             | muszarka rdzawopierśna     | monarkowate      | Guam (teryt. zamorskie Wlk. Brytanii)                   | 1984                   |
| †Pomarea fluxa                  | pacyficzka okopcona        | monarkowate      | Markizy (Polinezja Francuska)                           | 1977                   |
| †Pomarea mira                   | pacyficzka atolowa         | monarkowate      | Markizy (Polinezja Francuska)                           | 1985                   |
| †Pomarea nukuhivae              | pacyficzka samotna         | monarkowate      | Markizy (Polinezja Francuska)                           | lata 30. XX wieku      |
| †Pomarea pomarea                | pacyficzka aksamitna       | monarkowate      | Wyspy Towarzystwa (Polinezja Francuska)                 | 1823                   |
| †Turnagra capensis              | rdzawka południowa         | fletówki         | Nowa Zelandia                                           | 1963                   |
| †Turnagra tanagra               | rdzawka północna           | fletówki         | Nowa Zelandia                                           | 1955                   |
| †Zosterops conspicillatus       | szlarnik pacyficzny        | szlarniki        | Guam                                                    | 1983                   |
| †Zosterops semiflavus           | szlarnik zlotogłowy        | szlarniki        | Mary Anne Island                                        | 1870–1900              |
| †Zosterops strenuus             | szlarnik wyspowy           | szlarniki        | Lord Howe (Australia)                                   | 1918                   |
| †Anthornis melanocephala        | szmaragdowiec żółtooki     | miodojady        | Wyspy Chatham (Nowa Zelandia)                           | 1906                   |
| †Chaetoptila angustipluma       | czarnouch                  | reliktowce       | Hawaje                                                  | 1859                   |
| †Moho apicalis                  | reliktowiec leśny          | reliktowce       | Oʻahu                                                   | 1837                   |
| †Moho bishopi                   | reliktowiec duży           | reliktowce       | Molokaʻi                                                | 1904                   |
| †Moho braccatus                 | reliktowiec mały           | reliktowce       | Kauaʻi                                                  | 1985 (1987?)           |
| †Moho nobilis                   | reliktowiec górski         | reliktowce       | Hawaiʻi                                                 | 1902 (1934?)           |
| †Foudia delloni                 | wikłacz reunioński         | wikłaczowate     | Reunion                                                 | 1672                   |
| †Akialoa ellisiana              | hawajka sierpodzioba       | łuszczakowate    | Hawaje                                                  | 1837 (1940?)           |
| †Akialoa lanaiensis             | hawajka długodzioba        | łuszczakowate    | Hawaje                                                  | 1892                   |
| †Akialoa obscura                | hawajka cienkodzioba       | łuszczakowate    | Hawaje                                                  | 1903 (1940?)           |
| †Akialoa stejnegeri             | hawajka samotna            | łuszczakowate    | Hawaje                                                  | 1969                   |
| †Ciridops anna                  | hawajka palmowa            | łuszczakowate    | Hawaje                                                  | 1892                   |
| †Drepanis funerea               | hawajka czarna             | łuszczakowate    | Hawaje                                                  | 1907                   |
| †Drepanis pacifica              | hawajka żółtorzytna        | łuszczakowate    | Hawaje                                                  | 1898                   |
| †Dysmorodrepanis munroi         | hawajka hakodzioba         | łuszczakowate    | Hawaje                                                  | 1913 (1918?)           |
| †Paroreomyza flammea            | hawajka płomienna          | łuszczakowate    | Hawaje                                                  | 1963                   |
| †Chloridops kona                | hawajka kraterowa          | łuszczakowate    | Hawaje                                                  | 1892                   |
| †Rhodacanthis flaviceps         | hawajka żółtawa            | łuszczakowate    | Hawaje                                                  | 1891                   |
| †Rhodacanthis palmeri           | hawajka złotogłowa         | łuszczakowate    | Hawaje                                                  | 1896                   |
| †Himatione fraithii             | hawajka szkarłatna         | łuszczakowate    | Laysan                                                  | 1923                   |
| †Hemignathus lucidus            | hawajka półżuchwowa        | łuszczakowate    | Oʻahu                                                   | 1893                   |
| †Viridonia sagittirostris       | hawajka ostrodzioba        | łuszczakowate    | Hawaje                                                  | 1901                   |
| †Loxops wolstenholmei           | hawajka rdzawa             | łuszczakowate    | Oʻahu                                                   | 1893                   |
| †Pipilo naufragus               | pipil bermudzki            | pasówki          | Bermudy                                                 | 1610                   |
| †Quiscalus palustris            | wilgowron cienkodzioby     | kacykowate       | Meksyk                                                  | 1910                   |
| †Chaunoproctus ferreorostris    | łuskówka                   | łuszczakowate    | Ogasawara (Japonia)                                     | 1828 (1890?)           |
| †Aplonis corvina                | skworczyk kruczy           | szpakowate       | Wyspy Karolińskie (Mikronezja)                          | 1828                   |
| †Aplonis fusca                  | skworczyk ogorzały         | szpakowate       | wyspa Norfolk (Australia)                               | 1923                   |
| †Aplonis mavornata              | skworczyk skromny          | szpakowate       | Wyspy Cooka (Nowa Zelandia)                             | 1825                   |
| †Aplonis ulietensis             | skworczyk wulkaniczny      | szpakowate       | Raiatea                                                 | 1774                   |
| †Fregilupus varius              | szpak reunioński           | szpakowate       | Reunion (Maskareny)                                     | 1838                   |
| †Necropsar rodericanus          | szpak maskareński          | szpakowate       | Rodrigues (Maskareny)                                   | 1726                   |
| †Heteralocha acutirostris       | kurobród różnodzioby       | koralniki        | Nowa Zelandia                                           | 1907                   |

## Gady
W Czerwonej Księdze IUCN odnotowano 32 gatunki wymarłych gadów, choć 2 z nich traktowane są jako podgatunki żółwia słoniowego, a jeden z nich został mylnie opisany.
| Nazwa systematyczna          | Nazwa zwyczajowa                              | Rodzina            | Występowanie                    | Ostatnie stwierdzenie |
| ---------------------------- | --------------------------------------------- | ------------------ | ------------------------------- | --------------------- |
| Chelonoidis niger abingdonii | podgatunek żółwia słoniowego z wyspy Pinta    | Testudinidae       | Pinta                           | 2012                  |
| Chelonoidis niger niger      | podgatunek żółwia słoniowego z wyspy Floreany | Testudinidae       | Floreana                        | 1837                  |
| Cylindraspis indica          |                                               | Testudinidae       | Reunion                         | XVIII wiek            |
| Cylindraspis inepta          |                                               | Testudinidae       | Maskareny                       | XVIII wiek            |
| Cylindraspis peltastes       |                                               | Testudinidae       | Rodrigues                       | XVIII wiek            |
| Cylindraspis triserrata      |                                               | Testudinidae       | Mauritius                       | 1735                  |
| Cylindraspis vosmaeri        |                                               | Testudinidae       | Rodrigues                       | XVIII wiek            |
| Leiolopisma mauritiana       |                                               | Scincidae          | Mauritius                       | XVII wiek             |
| Leiolopisma ceciliae         |                                               | Scincidae          | Reunion                         | XVI wiek              |
| Emoia nativitatis            |                                               | Scincidae          | Wyspa bożego narodzenia         | 2014                  |
| Tachygia microlepis          |                                               | Scincidae          | Tonga                           | XVI wiek              |
| Copeoglossum redondae        |                                               | Scincidae          | Antigua i Barbuda oraz Barbados | XVI wiek              |
| Gongylomorphus borbonicus    |                                               | Scincidae          | Reunion                         | XVI wiek              |
| Scelotes guentheri           |                                               | Scincidae          | RPA                             | XVI wiek              |
| Phelsuma gigas               |                                               | Gekkonidae         | Rodrigues                       | 1841                  |
| Phelsuma edwardnewtonii      |                                               | Gekkonidae         | Rodrigues                       | 1917                  |
| Nactus soniae                |                                               | Gekkonidae         | Reunion                         | XVI wiek              |
| Hoplodactylus delcourti      |                                               | Gekkonidae         | Nowa kaledonia                  | XIX wiek              |
| Tetradactylus eastwoodae     |                                               | Gerrhosauridae     | RPA                             | 1911                  |
| Chioninia coctei             |                                               | Cordylidae         | Wyspy zielonego przylądka       | 1940                  |
| Leiocephalus eremitus        |                                               | Leiocephalidae     | Navasa                          | 1868                  |
| Leiocephalus herminieri      |                                               | Leiocephalidae     | Martynika                       | XVI wiek              |
| Leiocephalus cuneus          |                                               | Leiocephalidae     | Antigua i Barbuda               | XVI wiek              |
| Cyclura onchiopsis           |                                               | Iguanidae          | Navasa                          | 1997                  |
| Pholidoscelis cineraceus     |                                               | Teiidae            | Guadelupa                       | 1928                  |
| Contomastix charrua          |                                               | Teiidae            | Urugwaj                         | 1980                  |
| Clelia errabunda             |                                               | Colubridae         | Małe Antyle                     | XVIII wiek            |
| Erythrolamprus perfuscus     |                                               | Colubridae         | Barbados                        | 1963                  |
| Madatyphlops cariei          |                                               | Typhlopidae        | Mauritius , Maskareny           | XVII                  |
| Bolyeria multocarinata       |                                               | Bolyeriidae        | Mauritius                       | 1975                  |
| Alinea luciae                |                                               | Pseudoxyrhophiidae | Małe Antyle                     | 1988 (1989?)          |

## Płazy
W Czerwonej Księdze IUCN odnotowano 34 gatunki wymarłych płazów:
- Adenomus kandianus (Sri Lanka)
- Atelopus ignescens
- Atelopus longirostris
- Atelopus vogli
- Bufo periglenes – ropucha złota, 1989
- Craugastor chrysozetetes
- Craugastor milesi
- Cynops wolterstorffi (Chiny)
- Discoglossus nigriventer – ropuszka czarnobrzucha (Jezioro Huleh, Izrael)
- Nannophrys guentheri (Sri Lanka)
- Philautus adspersus (Sri Lanka)
- Philautus dimbullae (Sri Lanka)
- Philautus eximius (Sri Lanka)
- Philautus extirpo (Sri Lanka)
- Philautus halyi (Sri Lanka)
- Philautus hypomelas (Sri Lanka)
- Philautus leucorhinus (Sri Lanka)
- Philautus malcolmsmithi (Sri Lanka)
- Philautus nanus (Sri Lanka)
- Philautus nasutus (Sri Lanka)
- Philautus oxyrhynchus (Sri Lanka)
- Philautus rugatus (Sri Lanka)
- Philautus stellatus (Sri Lanka)
- Philautus temporalis (Sri Lanka)
- Philautus travancoricus (Sri Lanka)
- Philautus variabilis (Sri Lanka)
- Philautus zal (Sri Lanka)
- Philautus zimmeri (Sri Lanka)
- Phrynomedusa fimbriata
- Plethodon ainsworthi
- Rana fisheri
- Rheobatrachus silus
- Rheobatrachus vitellinus
- Taudactylus diurnus

## Ryby
Czerwona Księga IUCN w kategorii EX wykazuje 80 gatunków ryb promieniopłetwych (Actinopterygii), m.in.:
- Barbus microbarbis
- Coregonus johannae
- Hoplotilapia retrodens
- Priapella bonita – dobrotka pasiasta
- Salmo pallaryi
- Tristramella magdelainae
- 30 gatunków z rodzaju Haplochromis